# Ekonomiåret 1983

## Händelser

### Januari
- 10 januari - Sveriges finansminister Kjell-Olof Feldt presenterar den svenska budgetpropositionen.[1]
- 16 januari - Från Sverige meddelas att under 1982 betalades för första gången mer pengar från pensionssystemet än det flöt in.[1]
- 17 januari - På Stockholms fondbörs bryts för första gången tusenvallen på Jacobson & Ponschas index för industriaktier. som uppnår 1 012.37 (29 december 1956 =100). Veckans Affärers totalindex för samtliga aktier blir 363.4, nytt all time high.[1]
- 20 januari - Sveriges riksbank sänker räntan från 10 till 9 %.[1]

### Februari
- 17 februari - Leif Lewin utses till ny VD för KF.[1]

### April
- 7 april - Sveriges riksbank sänker räntan med en halv procentenhet, till 8,5%.[1]
- 14 april - Laila Freivalds utnämns till chef för Konsumentverket i Sverige.[1]
- 21 april - I Storbritannien ersätts enpundssedeln av ett mynt.[1]

### Maj
- 9 maj - Stockholms fondbörs öppnar igen efter att ha varit stängd i tio dagar, då värdepapperscentralen inte hunnit med alla aktieregistreringar under de stora aktieaffärer som genomförts senaste månaderna. På första dagen efter stängningen omsätts aktierna för rekordsumman 325 miljoner SEK.[1]
- 10 maj - Sveriges riksdag godkänner programmet Utveckling i Norrbotten, beräknas kosta 4 miljarder SEk under en treårsperiod.[1]
- 13 maj - Ahti Karjalainen avskedas som chef för Finlands bank på grund av arbetsoförmåga orsakad av alkkoholism.[1]
- 25 maj – Pehr G. Gyllenhammar utses vid Volvos bolagsstämma till ny styrelseordförande från 1 september 1983.[1]

### Juni
- 1 juni - Argentina inför en ny myntenhet, Argentinsk peso, och flera nollor stryks.[1]
- Juni-juli - I Sverige uppmäts arbetslösheten till 158 000 personer, cirka 3,5 % av arbetskraften, enligt SCB, och flera nollor stryks.[1]

### Juli
- 18 juli - Var fjärde svensk tjänade under 1981 57 200 SEK före skatt enligt SCB.[1]
- 19 juli - OPEC:s möte i  Helsingfors avslutas. Oljepriset förblir det samma.[1]
- 20 juli - Bensinbolagen i Sverige beslutar att höja priserna med mellan 9 och 12 öre per liter.[1]
- 22 juli - I Sverige framgår det av Socialistyrelsens rapport att restauranger i Stockholm tar mest betalt för spriten (i snitt 21:83 SEK för en fyra renat), medan Kristianstads län är billigast med 17:50 SEK.[1]
- 25 juli - Världsbankens senaste rapport visar ökade klyftor mellan världens länder.[1]
- 28 juli - USA och Sovjetunionen sluter, efter förhandlingar i Wien, ett nytt spannmålsavtal där Sovjetunionen de kommande fem åren skall köpa minst nio miljoner ton amerikanskt spannmål per år, vilket mottas med glädje av USA:s jordbrukare.[1]

### Augusti
- Augusti-september - En OECD-rapport vid månadsskiftet visar att Sverige har världens högsta skattetryck, med 50,32 % av BNP. Därefter följer Norge, Belgien, Nederländerna och Danmark.[1]
- 19 augusti - Fagersta AB lämnar bud på Kinnevik på drygt en miljard SEK.[1]
- 30 augusti - USA:s folkräkningsbyrå uppger att världens befolkning uppgår till fyra 4 721 887 000.[1]

### September
- 23 september - Stockholms fondbörs beslutar att avregistrera Fagersta AB och Kinnevik, efter stark kritik mot Fagersta AB:s erbjudande att köpa Kinnevik.[1]
- 29 september - Stockholms fondbörs redogör för strängare regler för svensk aktiehandel. Väntelistan för inofficiella aktienoteringar avskaffas.[1]

### Oktober
- 2 oktober - Ett tåg avgår för att fira Orientexpressens 100-årsjubileum på sträckan London-Istanbul.[1]
- 12 oktober - Investmentbolaget Kinnevik håller extra bolagsstämma i Stockholm, och godkänner affären Fagersta-Kinnevik, där Kinnevik köper Fagersta AB.[1]

### December
- December - I en artikel i tidningen Boende 1983 uppger Hyresgästernas riksförbund att genomsnittshyran för en lägenhet i Sverige steg med 122 % åren 1976-1983.[1]
- 5 december - Den amerikanska dollarn noterar nytt rekord gentemot den svenska kronan, 8.01 SEK. För första gången passeras åttakronorsgränsen officiellt, och enligt valutamäklarna handalr dret om den politiska oron i Mellanöstern.[1]
- 13 december - Lars Sandberg avsätts som chef för PK-Banken.[1]

### Okänt datum
- Gambro blir introducerat på Stockholmsbörsen.

## Bildade företag
- 5 oktober – AT&T, amerikanskt telekommunikationsföretag.
- Com Hem, svenskt medieföretag.

## Uppköp
- 27 januari - Exxon Corporation meddelar att man nått en överenskommelse om att sälja Esso Motorhotell till fyra svenska börsbolag, Skandia, Brand- och lifförsäkrings AB Svea, Ratos och Barkman.[2]
- 28 december - Aktiemajoriteten i svenska Luxor AB säljs till finländska Nokia.[1]

## Priser och utmärkelser
- Sveriges Riksbanks pris i ekonomisk vetenskap till Alfred Nobels minne tilldelas amerikanen Gerard Debreu.

## Födda
- 26 november – Chris Hughes, en av grundarna av Facebook.

## Avlidna
- 25 juni - Gerhard Rooth, 86, svensk-amerikansk tidningsman.[1]
- 10 augusti - Ruben Rausing, 88, svensk direktör.[1]

### Fotnoter
1. 1 2 3 4 5 6 7 8 9 10 11 12 13 14 15 16 17 18 19 20 21 22 23 24 25 26 27 28 29 30 31 32 33   Horisont 1983. Bertmarks
2. ↑  TT, 27 januari 1983